# 川根町笹間渡
川根町笹間渡（かわねちょうささまど）は静岡県島田市の大字。

## 地理
島田市の北部、川根地区の中東部に位置する。東で川根町上河内及び川根町笹間下、西で川根町抜里、南で川根町身成、北で榛原郡川根本町地名と接する。

### 河川
- 大井川
- 笹間川

### 字一覧
- 村上（むらかみ）

## 歴史

### 沿革
- 1889年（明治22年）4月1日 - 町村制の施行により、志太郡笹間渡村が周辺の村と合併する。志太郡伊久身村となる[WEB 6]。旧村名は伊久身村の大字として残る[WEB 7]。
- 1955年（昭和30年）
  - 1月1日 – 笹間渡の全域と身成の一部が下川根村に編入される。
  - 4月1日 – 町制施行を行い、川根町となる。
- 2008年（平成20年）4月1日 – 川根町が島田市に編入される。住所表記が島田市川根町に変更となる。

## 施設
- 道の駅川根温泉
- 川根温泉
- 笹間川ダム

## 交通

### 鉄道
- 大井川鐵道本線：（金谷 方面 - ） 川根温泉笹間渡（ - 千頭 方面）
  - 川根温泉笹間渡 - 千頭間は不通。川根本町営バス千頭・家山線が代替している。

### バス
- 島田市コミュニティバス
  - 川根温泉線：（島田駅 方面 - ）川根温泉ホテル
  - 笹間渡笹間線：（家山駅前 方面 - ）川根温泉前 - 笹間渡駅前 - 村上（ - 日掛 方面）

### 道路
- 静岡県道63号藤枝天竜線
- 静岡県道77号川根寸又峡線

## その他

### 学区
小学校・中学校の学区は以下の通りである。
| 番・番地等 | 小学校             | 中学校             |
| ---------- | ------------------ | ------------------ |
| 全域       | 島田市立川根小学校 | 島田市立川根中学校 |

### 警察
警察の管轄区域は以下の通りである。
| 番・番地等 | 警察署     | 交番・駐在所 |
| ---------- | ---------- | ------------ |
| 全域       | 島田警察署 | 川根町交番   |

### WEB
1. ↑  “h02_22.csv”.   総務省 (2022年2月10日). 2025年7月17日閲覧。
2. ↑  “静岡県島田市川根町笹間渡 (222099030)”.   人文学オープンデータ共同利用センター. 2025年7月17日閲覧。
3. ↑  “静岡県 > 島田市の郵便番号一覧 - 日本郵便株式会社”.   日本郵便. 2025年7月17日閲覧。
4. ↑  “市外局番の一覧”.   総務省 (2022年3月1日). 2025年7月17日閲覧。
5. ↑  “事業所案内及び管轄地域（事務所3件、分室3件）”.   一般社団法人静岡県自動車会議所. 2025年7月17日閲覧。
6. ↑  “historyofcities.pdf”.   静岡県総務部合併推進室・財団法人静岡県市町村振興協会. 2025年7月17日閲覧。
7. ↑  “解説ページ”.   株式会社エア. 2025年7月17日閲覧。
8. ↑  “学区一覧 - 島田市公式ホームページ”.   島田市 (2024年4月1日). 2025年7月17日閲覧。
9. ↑  “川根町交番｜静岡県警察”.   静岡県警察 (2023年7月18日). 2025年7月17日閲覧。